# Danh sách cầu thủ tham dự Cúp bóng đá châu Phi 1982
Dưới đây là danh sách các đội hình thi đấu tại Cúp bóng đá châu Phi 1982.

## Bảng A

### Cameroon
Huấn luyện viên:  Branko Zutic

| Số | VT | Cầu thủ             | Ngày sinh (tuổi)            | Trận | Bàn | Câu lạc bộ\|     |
| -- | -- | ------------------- | --------------------------- | ---- | --- | ---------------- |
|    | TM | Thomas Nkono        | 20 tháng 7, 1955 (26 tuổi)  |      |     | Canon Yaoundé    |
|    | HV | Ibrahim Aoudou      | 23 tháng 8, 1955 (26 tuổi)  |      |     | Cannes           |
|    | HV | Edmond Enoka        | 17 tháng 12, 1955 (26 tuổi) |      |     | Dragon Douala    |
|    | HV | Emmanuel Kundé      | 15 tháng 7, 1956 (25 tuổi)  |      |     | Canon Yaoundé    |
|    | HV | René Ndjeya         | 9 tháng 10, 1953 (28 tuổi)  |      |     | Union Douala     |
|    | HV | François Ndoumbé    | 30 tháng 1, 1954 (28 tuổi)  |      |     | Union Douala     |
|    | HV | Elie Onana          | 13 tháng 10, 1951 (30 tuổi) |      |     | Federal Foumban  |
|    | TV | Théophile Abega     | 9 tháng 7, 1954 (27 tuổi)   |      |     | Canon Yaoundé    |
|    | TV | Grégoire Mbida      | 27 tháng 1, 1952 (30 tuổi)  |      |     | Canon Yaoundé    |
|    | TV | Ephrem Mbom         | 19 tháng 10, 1955 (26 tuổi) |      |     | Canon Yaoundé    |
|    | TV | Charles Toubé       | 22 tháng 1, 1958 (24 tuổi)  |      |     | Tonnerre Yaoundé |
|    | TĐ | Bonaventure Djonkep | 20 tháng 8, 1961 (20 tuổi)  |      |     | Union Douala     |
|    | TĐ | Ernest Ebongué      | 15 tháng 5, 1962 (19 tuổi)  |      |     | Tonnerre Yaoundé |
|    | TĐ | Eugène Ekoulé       |                             |      |     | Union Douala     |
|    | TĐ | Roger Milla         | 20 tháng 5, 1952 (29 tuổi)  |      |     | Bastia           |
|    | TĐ | Jacques Nguéa       | 8 tháng 1, 1955 (27 tuổi)   |      |     | Canon Yaoundé    |

### Ghana
Huấn luyện viên:  Charles Gyamfi
| Số | Vt | Cầu thủ                   | Ngày sinh (tuổi)           | Số trận | Câu lạc bộ         |
| -- | -- | ------------------------- | -------------------------- | ------- | ------------------ |
| 1  | TM | Joseph Carr               |                            |         | Asante Kotoko      |
|    | HV | Haruna Yusif              |                            |         | Asante Kotoko      |
|    | HV | Charles Kwame Sampson     |                            |         | Hasaacas           |
|    | HV | Sampson "Gaddafi" Lamptey |                            |         | Hearts of Oak      |
|    | HV | Seth Ampadu               |                            |         | Asante Kotoko      |
|    | TM | John Baker                |                            |         | Eleven Wise        |
|    | TV | John "Zion Train" Essien  |                            |         | Hasaacas           |
|    | TĐ | Emmanuel Quarshie (c)     |                            |         | Zamalek            |
| 9  | TĐ | Opoku Afriyie             |                            |         | Asante Kotoko      |
|    | TV | Opoku Nti                 | 23 tháng 1, 1961 (21 tuổi) |         | Asante Kotoko      |
|    | TĐ | George Alhassan           |                            |         | FC 105             |
|    | TV | Windsor Kofi Abbrey       |                            |         | Hasaacas           |
|    |    | Acquaye Mclean            |                            |         | Great Olympics     |
|    | HV | Kwasi Appiah              |                            |         | Asante Kotoko      |
|    | HV | Hesse Odamtten            |                            |         | Hearts of Oak      |
|    | HV | Isaac Paha                |                            |         | Hasaacas           |
|    | TV | Albert Asaase             |                            |         | Asante Kotoko      |
|    | TV | Abedi Pele                | 5 tháng 11, 1964 (17 tuổi) |         | Real Tamale United |
|    | TĐ | Ben Kayede                |                            |         | Auroras            |
|    | TV | Kofi Badu                 |                            |         | Asante Kotoko      |
|    | TV | John Bannerman            |                            |         | Asante Kotoko      |
| 22 | TM | Michael Owusu Mensah      |                            |         | Okwahu United      |

### Libya
Huấn luyện viên:  Bela Gotl

| Số | VT | Cầu thủ                 | Ngày sinh (tuổi)           | Trận | Bàn | Câu lạc bộ\|         |
| -- | -- | ----------------------- | -------------------------- | ---- | --- | -------------------- |
| 1  | TM | Ramzy Al-Kouafi         |                            |      |     | Al-Ahly Benghazi SC  |
| 21 | TM | Mesbah Shanqab          | 1963                       |      |     | Al-Ahly Tripoli SC   |
| 2  | HV | Sassi Al-Ajeli          | 1960                       |      |     | Al-Madina SC         |
| 4  | HV | Mehdi Al-Kharef         |                            |      |     | Al Dhahra SC         |
| 5  | HV | Saleh Sola              |                            |      |     | Al-Ahly Tripoli SC   |
| 3  | HV | Ali Al-Beshari          | 1962                       |      |     | Al-Ahly Benghazi SC  |
| 14 | HV | Abdallah Zeiyu          | 1958                       |      |     | Al-Hilal Benghazi SC |
| 15 |    | Mohamed Majdoub         |                            |      |     |                      |
| 18 |    | Abdel Razak Al-Farjani  |                            |      |     | Al Dhahra SC         |
| 9  |    | Abdel Razak Jaranah     |                            |      |     | Al-Wahda SC          |
| 6  | TV | Suleiman Omar           | 1959                       |      |     | Al-Ittihad Club      |
| 12 |    | Abubaker Ben-Suleiman   |                            |      |     |                      |
| 10 | TV | Fawzi Al-Issawi         | 27 tháng 2, 1960 (22 tuổi) |      |     | Al-Nasr Club         |
| 16 | TV | Salem Al-Jehani         | 1962                       |      |     | Al-Ahly Tripoli SC   |
| 8  |    | Abdel Fatah Al-Farjani  |                            |      |     | Al Dhahra SC         |
| 11 |    | Abdel Salam Al-Maghribi |                            |      |     | Al-Madina SC         |
| 17 |    | Abdel Moneim Ghonaïm    | 1953                       |      |     | Darnes SC            |
| 7  | TĐ | Faraj Al-Bor'osi        | 1960                       |      |     | Al-Nasr Club         |
| 13 |    | Mohammad Al-Teer        |                            |      |     |                      |
| 19 | TĐ | Basheer Al-Rayani       | 1955                       |      |     | Al-Ittihad Club      |
| 20 |    | Abubaker Ben Brahim     |                            |      |     | Al-Ahly Tripoli SC   |
| 22 |    | Mahfod Al-Hadi          |                            |      |     |                      |

### Tunisia
Huấn luyện viên:  Ryszard Kulesza

| Số | VT | Cầu thủ            | Ngày sinh (tuổi)            | Trận | Bàn | Câu lạc bộ\|  |
| -- | -- | ------------------ | --------------------------- | ---- | --- | ------------- |
|    | TM | Kamel Karia        | 12 tháng 12, 1950 (31 tuổi) |      |     | ES Tunis      |
|    | TM | Mokhtar Naili      | 3 tháng 9, 1953 (28 tuổi)   |      |     | Club Africain |
|    | HV | Hachemi Ouahchi    | 25 tháng 12, 1960 (21 tuổi) |      |     | ES Sahel      |
|    | HV | Abdelhamid Kanzari |                             |      |     | ES Tunis      |
|    | HV | Khaled Ben Yahia   | 12 tháng 11, 1959 (22 tuổi) |      |     | ES Tunis      |
|    | HV | Ali Kaabi          | 15 tháng 11, 1953 (28 tuổi) |      |     | CO Médenine   |
|    | HV | Amor Jebali        | 24 tháng 12, 1956 (25 tuổi) |      |     | AS Marsa      |
| 10 | TV | Tarak Dhiab        | 15 tháng 7, 1954 (27 tuổi)  |      |     | ES Tunis      |
|    |    | Kamel Seddik       |                             |      |     | CS Hammam-Lif |
|    |    | Lotfi Hsoumi       |                             |      |     | ES Sahel      |
|    |    | Riadh Fahem        |                             |      |     | ES Tunis      |
|    |    | Kamel Gabsi        |                             |      |     | ES Sahel      |
|    | TĐ | Lassaad Abdelli    | 18 tháng 9, 1960 (21 tuổi)  |      |     | Club Africain |
|    |    | Samir Ben Messaoud |                             |      |     | AS Marsa      |
|    |    | Abderrazzak Chebbi |                             |      |     |               |
|    |    | Hamadi Chergui     |                             |      |     |               |
|    |    | Hedi Gomri         |                             |      |     |               |

## Bảng B

### Algérie
Huấn luyện viên: Mahieddine Khalef

| Số | VT | Cầu thủ               | Ngày sinh (tuổi)            | Trận | Bàn | Câu lạc bộ\|   |
| -- | -- | --------------------- | --------------------------- | ---- | --- | -------------- |
| 1  | TM | Mehdi Cerbah          | 3 tháng 1, 1953 (29 tuổi)   |      |     | RS Kouba       |
|    | TM | Mourad Amara          | 19 tháng 2, 1959 (23 tuổi)  |      |     | JE Tizi-Ouzou  |
|    | TM | Larbi El Hadi         | 3 tháng 1, 1962 (20 tuổi)   |      |     | MA Hussein Dey |
|    | HV | Rabah Djenadi         | 3 tháng 6, 1959 (22 tuổi)   |      |     | JH Djazaïr     |
|    | HV | Abdelkader Horr       | 10 tháng 11, 1953 (28 tuổi) |      |     | MA Hussein Dey |
|    | HV | Meziane Ighil         | 12 tháng 1, 1954 (28 tuổi)  |      |     | MA Hussein Dey |
|    | HV | Mustafa Kouici        | 16 tháng 4, 1954 (27 tuổi)  |      |     | CM Belcourt    |
|    | HV | Salah Larbès          | 16 tháng 9, 1952 (29 tuổi)  |      |     | JE Tizi-Ouzou  |
|    | HV | Chaabane Merzekane    | 8 tháng 3, 1959 (22 tuổi)   |      |     | MA Hussein Dey |
|    | TV | Mohamed Saïd Amokrane | 25 tháng 1, 1957 (25 tuổi)  |      |     | USM Ain Beida  |
| 8  | TV | Ali Fergani (c)       | 21 tháng 9, 1952 (29 tuổi)  |      |     | JE Tizi-Ouzou  |
| 10 | TV | Lakhdar Belloumi      | 29 tháng 12, 1958 (23 tuổi) |      |     | GCR Mascara    |
|    | TV | Ali Bencheikh         | 9 tháng 1, 1955 (27 tuổi)   |      |     | MP Alger       |
|    | TV | Mohamed Kaci Said     | 2 tháng 5, 1958 (23 tuổi)   |      |     | RS Kouba       |
|    | TV | Hocine Yahi           | 25 tháng 4, 1960 (21 tuổi)  |      |     | CM Belcourt    |
|    | TĐ | Djamel Zidane         | 28 tháng 4, 1955 (26 tuổi)  |      |     | KV Kortrijk    |
|    | TĐ | Ahmed Aït El-Hocine   | 30 tháng 6, 1957 (24 tuổi)  |      |     | MA Hussein Dey |
| 7  | TĐ | Salah Assad           | 10 tháng 6, 1958 (23 tuổi)  |      |     | RS Kouba       |
|    | TĐ | Mohamed Kheloufi      | 12 tháng 5, 1959 (22 tuổi)  |      |     | JH Djazaïr     |
| 11 | TĐ | Rabah Madjer          | 15 tháng 12, 1958 (23 tuổi) |      |     | MA Hussein Dey |
|    | TĐ | Ali Belahcène         | 10 tháng 6, 1957 (24 tuổi)  |      |     | JE Tizi-Ouzou  |
|    | TĐ | Rabah Drici           | 10 tháng 6, 1961 (20 tuổi)  |      |     | RS Kouba       |

### Ethiopia
Huấn luyện viên: Mengistu Worku

| Số | VT | Cầu thủ               | Ngày sinh (tuổi) | Trận | Bàn | Câu lạc bộ\| |
| -- | -- | --------------------- | ---------------- | ---- | --- | ------------ |
|    | TM | Tesfaye Gibru         |                  |      |     |              |
|    | TM | Kebret Lemma          |                  |      |     |              |
|    |    | Ejigu Mulualem        |                  |      |     |              |
|    |    | Taffesse Tamerat      |                  |      |     |              |
|    |    | Tesfaye Kebede        |                  |      |     |              |
|    |    | Urge Ayele            |                  |      |     |              |
|    |    | Goshu Hailu           |                  |      |     |              |
|    |    | Mondemu Bekele Ermias |                  |      |     |              |
|    |    | Demissie Tagnachew    |                  |      |     |              |
|    |    | Dagnew Tesfamical     |                  |      |     |              |
|    |    | Solomon Asefa         |                  |      |     |              |
|    |    | Gebre Nigussie        |                  |      |     |              |
|    |    | Teka Kassahun         |                  |      |     |              |
|    |    | Christos Tefera       |                  |      |     |              |
|    |    | Abreha Girma          |                  |      |     |              |
|    |    | Aberra Hadish         |                  |      |     |              |

### Nigeria
Huấn luyện viên:  Otto Glória

| Số | VT | Cầu thủ           | Ngày sinh (tuổi)           | Trận | Bàn | Câu lạc bộ\|        |
| -- | -- | ----------------- | -------------------------- | ---- | --- | ------------------- |
|    | TM | Peter Fregene     | 17 tháng 5, 1947 (34 tuổi) |      |     |                     |
|    | TM | Best Ogedegbe     | 3 tháng 9, 1954 (27 tuổi)  |      |     | Shooting Stars F.C. |
|    | HV | Ademola Adeshina  | 4 tháng 6, 1964 (17 tuổi)  |      |     |                     |
|    | HV | Tunde Bamidele    | 13 tháng 5, 1953 (28 tuổi) |      |     |                     |
|    | HV | Leotis Boateng    | 8 tháng 3, 1951 (30 tuổi)  |      |     |                     |
|    | HV | Stephen Keshi     | 31 tháng 1, 1962 (20 tuổi) |      |     | New Nigeria Bank    |
|    | HV | Charles Yantchio  |                            |      |     |                     |
|    | TV | Mudashiru Lawal   | 8 tháng 6, 1954 (27 tuổi)  |      |     | Shooting Stars F.C. |
|    | TV | Henry Nwosu       | 14 tháng 6, 1963 (18 tuổi) |      |     | New Nigeria Bank    |
|    | TV | Okey Isima        | 24 tháng 8, 1956 (25 tuổi) |      |     |                     |
|    | TV | Sylvanus Okpala   | 3 tháng 9, 1961 (20 tuổi)  |      |     | Enugu Rangers       |
|    | TV | Felix Owolabi     | 24 tháng 1, 1956 (26 tuổi) |      |     |                     |
|    | TĐ | Emmanuel Osigwe   | 6 tháng 4, 1952 (29 tuổi)  |      |     |                     |
|    | TĐ | Richard Owubokiri | 16 tháng 6, 1961 (20 tuổi) |      |     | ACB Lagos           |
|    |    | Adegoke Adelabu   |                            |      |     |                     |
|    |    | Anthony Orgi      |                            |      |     |                     |
|    |    | Fatai Yekini      |                            |      |     |                     |

### Zambia
Huấn luyện viên:  Ted Dumitru replaced by  Ante Bušelić

| Số | VT | Cầu thủ         | Ngày sinh (tuổi)           | Trận | Bàn | Câu lạc bộ\|       |
| -- | -- | --------------- | -------------------------- | ---- | --- | ------------------ |
|    | TM | Michael Bwalya  |                            |      |     | Green Buffaloes    |
|    | TM | Ghost Mulenga   | 6 tháng 1, 1954 (28 tuổi)  |      |     | Red Arrows         |
|    | TM | Emmanuel Mwape  | 6 tháng 1, 1950 (32 tuổi)  |      |     | Nkana Red Devils   |
|    | HV | Jones Chilengi  | 30 tháng 1, 1955 (27 tuổi) |      |     | Green Buffaloes    |
|    | HV | Kaiser Kalambo  | 6 tháng 6, 1953 (28 tuổi)  |      |     | Ndola United       |
|    | HV | Milton Muke     | 10 tháng 6, 1951 (30 tuổi) |      |     | Green Buffaloes    |
|    | HV | Emmy Musonda    |                            |      |     | Green Buffaloes    |
|    | HV | Michael Musonda |                            |      |     | Power Dynamos      |
|    | TV | Alex Chola      | 6 tháng 6, 1956 (25 tuổi)  |      |     | Power Dynamos      |
|    | TV | Aaron Njovu     |                            |      |     | Red Arrows         |
|    | TV | Willie Phiri    | 3 tháng 6, 1953 (28 tuổi)  |      |     | Nchanga Rangers    |
|    | TV | Jericho Shinde  |                            |      |     | Rhokana United     |
|    | TĐ | Jack Chanda     |                            |      |     | Roan United        |
|    | TĐ | Fanny Hangunyu  |                            |      |     | Red Arrows         |
|    | TĐ | Peter Kaumba    | 31 tháng 3, 1958 (23 tuổi) |      |     | Power Dynamos      |
|    | TĐ | Ashious Melu    | 6 tháng 6, 1957 (24 tuổi)  |      |     | Mufulira Wanderers |
|    | TĐ | Patrick Phiri   | 3 tháng 5, 1956 (25 tuổi)  |      |     | Red Arrows         |
|    | TĐ | Pele Kaimana    |                            |      |     | Green Buffaloes    |
|    | HV | John Kalusa     |                            |      |     | Rhokana United     |
|    | TV | Chris Kaoma     |                            |      |     | Green Buffaloes    |
|    | TĐ | Godfrey Munshya |                            |      |     | Kabwe Warriors     |
|    | HV | Fabiano Mwaba   |                            |      |     | Kabwe United       |